# Вычулковский, Леон Ян
Леон Ян Вычулковский (пол. Leon Jan Wyczółkowski; 11 апреля 1852, Гута Мястковска близ Седльце — 27 декабря 1936, Варшава) — польский художник, график и рисовальщик, один из ведущих представителей движения Молодая Польша.

## Биография

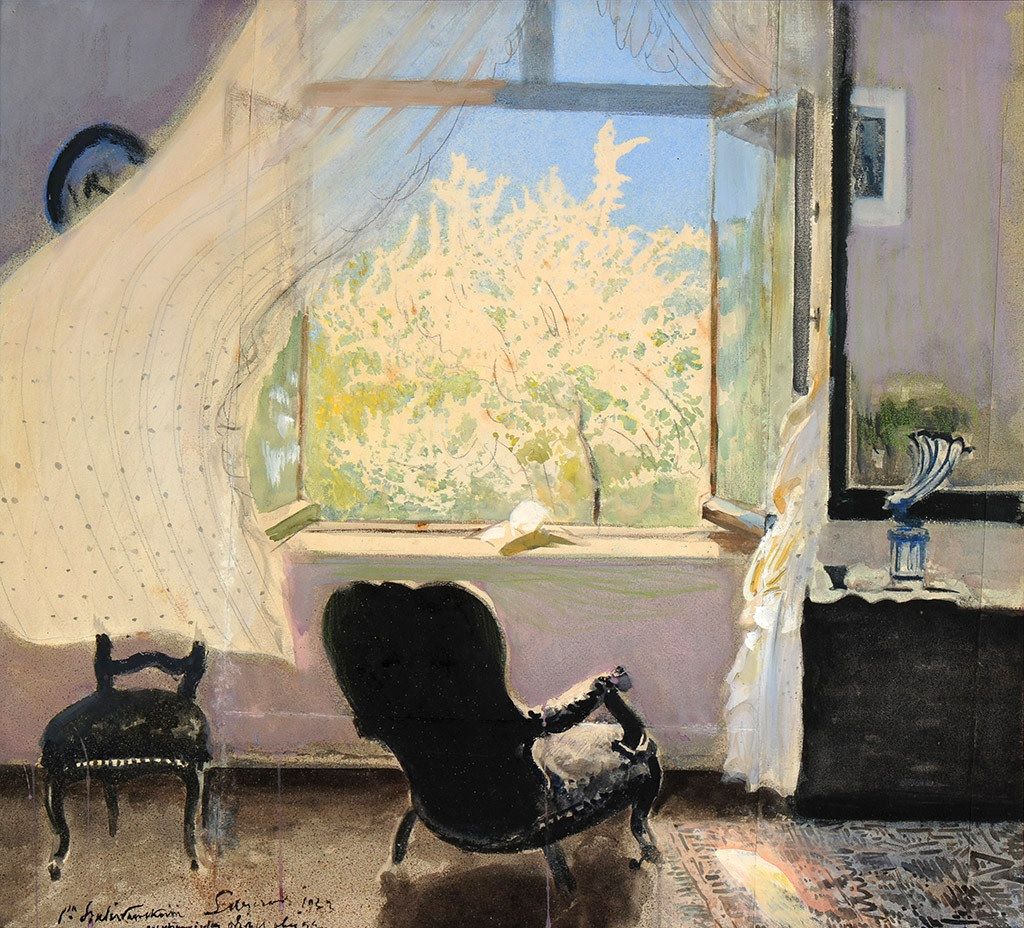
Весна в Госьцерадзе

Леон Вычулковский начал своё художественное обучение в Варшаве, в Классе рисунковом, под руководством Антона Каминьского, Рафала Хадзевича и Войцеха Герсона. В 1875—1877 годах продолжил образование в Мюнхене, а затем — в краковской Академии изящных искусств, в классе Яна Матейко. В 1897 году Вычулковский становится одним из основателей Товарищества польских художников «Штука». В 1895—1911 годах он — профессор краковской Академии изящных искусств, а в 1934—1936 — профессор в варшавской Академии.
Леон Вычулковский вначале писал в реалистической манере, отдавая предпочтение исторической тематике. После своей поездки в Париж в конце XIX столетия в его творчестве заметно влияние импрессионистов. Теперь художник создаёт также пейзажи и жанровые полотна с использованием сильных световых эффектов. Следующим было недолгое увлечение символизмом (картина Окаменевший друид). Познакомившись с журналистом и коллекционером Феликсом Ясенским, Вычулковский заинтересовался темой Востока. Писал также натюрморты.
Вычулковский умер в 1936 году в Варшаве. Художник был похоронен в деревне Втельно Быдгошского района. В 1946 году в Быдгоще был открыт его музей. Его вдова подарила музею многие его картины, рисунки и личные памятные вещи, в том числе студийное оборудование. Коллекция, организованная в новом отделе, состоит из более 700 работ Леона Вычулковского.
Его наиболее представительные картины можно найти в Национальном музее в Кракове и в Национальном музее в Варшаве. 